# Ignacy Klukowski

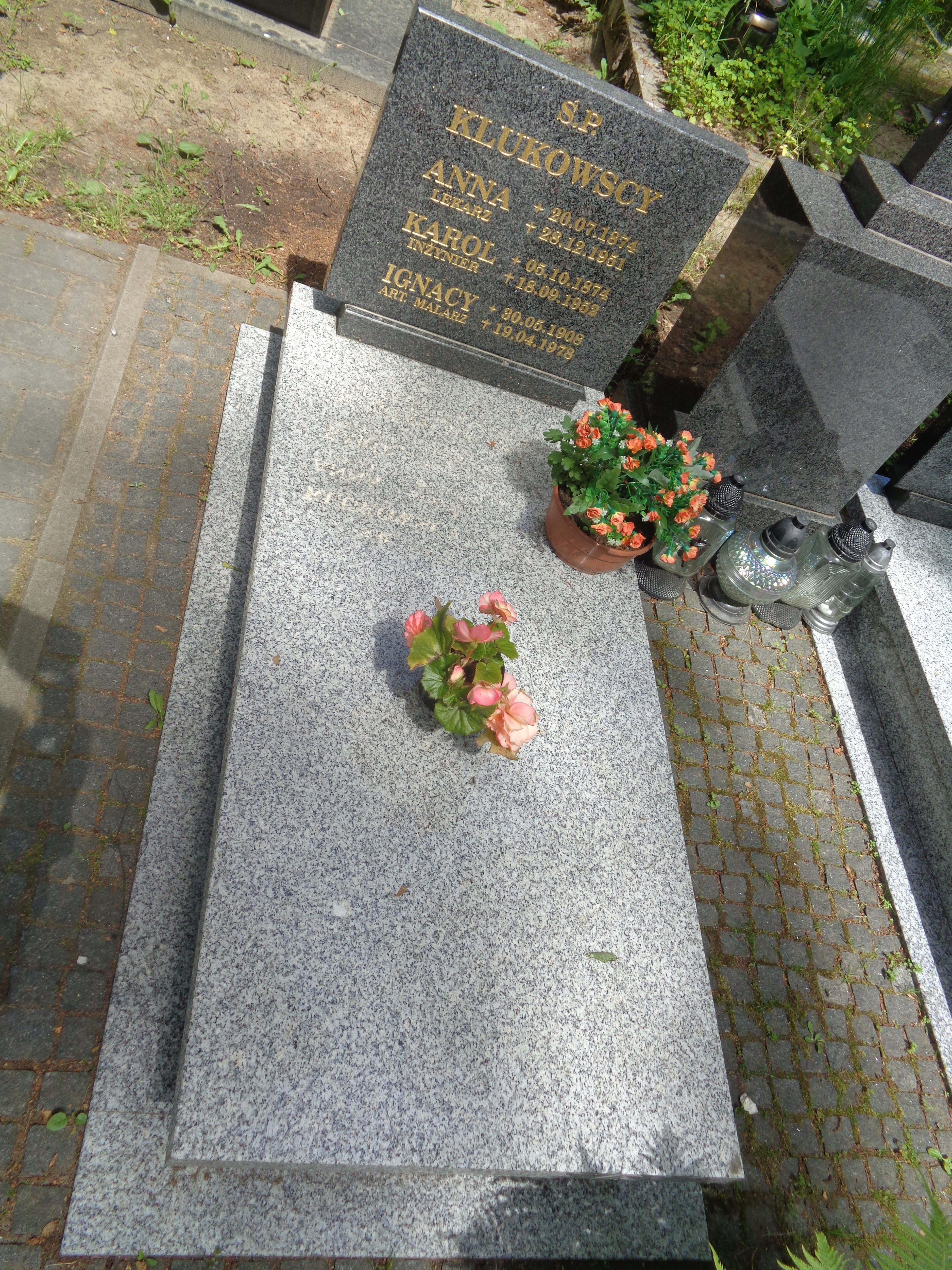
Grób Ignacego Klukowskiego na cmentarzu Srebrzysko w Gdańsku

Ignacy Klukowski (ur. 30 maja 1908 w majątku Łotowiany na Wileńszczyźnie, zm. 19 kwietnia 1978 w Gdańsku) – polski malarz, marynista i konserwator zabytków.

## Życiorys
Był synem Karola (inżyniera technologa w belgijskich zakładach metalurgicznych w Kamienskoje na Zaporożu) i Anny z Szadziewiczów (lekarki). Rodzina od 1919 mieszkała w Wilnie, gdzie rozpoczął Zawodowe Kursy Rysunkowe Wileńskiego Towarzystwa Artystów Plastyków. W latach 1928–1932 studiował na Wydziale Sztuk Pięknych Uniwersytetu Stefana Batorego. Jego nauczycielami byli m.in. Ludomir Ślendziński, Tymon Niesiołowski, Ferdynand Ruszczyc i Bronisław Jamontt. Studia kontynuował w Paryżu w École nationale supérieure des beaux-arts w latach 1932–1934 w pracowni Paula Alberta Laurensa, 1935–1937 Louisa Rogera. Równolegle studiował rysunek w l'Art et a d'Industrie przy Montparnasse 80, był częstym gościem w pracowni Józefa Pankiewicza. W Paryżu utrzymywał bliski kontakt z rodziną Mickiewiczów i Goreckich. Poznał m.in. takich ludzi, jak: Paul Cazin, Franciszek Black, Alfred Chłapowski, Juliusz Kaden-Bandrowski. Przyjaźnił się z Grażyną Bacewicz, Antonim Szałowskim, Feliksem Nowowiejskim, Zygmuntem Mycielskim, Józefem Mikulskim, Wandą Jurgielewicz i licznym gronem artystów polskich oraz francuskich. W 1936, podczas wystawy w Wersalu, za portret „Mnicha” otrzymał „Medal Złocisty” oraz zebrał bardzo przychylne recenzje. Na początku 1936 uczestniczył w tworzeniu „Grupy Artystów Polskich we Francji i ich Przyjaciół” (Groupe des Artistes Polonais et de Leurs Amis), działał na rzecz grupy. Udział w wystawie Exposition Internationale Arts et Techniques 1937 w Paryżu otworzył artyście drogę do przynależności do Międzynarodowego Związku Plastyków w Paryżu. Na prośbę paryskiej rzeźbiarki Wandy Jurgielewicz artysta pozował do wizerunku Marszałka Józefa Piłsudskiego w płaskorzeźbie „Relief – Rycerze”. Po powrocie do Polski w 1937 został członkiem Towarzystwa Zachęty Sztuk Pięknych w Warszawie i Towarzystwa Szerzenia Sztuk Plastycznych w Wilnie. Artysta żył z dochodów z własnego majątku ziemskiego uzupełnionych przychodami z malowania. Okres wojenny przeżył w Wilnie i pobliskim majątku Plikiszki. Duża część jego prac uległa zniszczeniu w mieszkaniu ojca, podczas powstania warszawskiego.
Po zakończeniu II wojny światowej przeprowadził się do Gdańska, gdzie był współzałożycielem Związku Zawodowego Polskich Artystów Plastyków w Gdańsku. Należał do utworzonej w 1946 Grupy Polskich Marynistów Plastyków kultywującej pod przewodnictwem Franciszka Szwocha tradycje przedwojennej marynistyki. Na swoich pracach zobrazował wojenne zniszczenia Gdańska z dużą dbałością o szczegóły. W 1946 miała miejsce jego pierwsza wystawa indywidualna. W tym czasie dorywczo wykonywał prace konserwatorskie. Brał udział m.in. w rekonstrukcji kamienic mieszczańskich przy Długim Targu, czy zabezpieczaniu i renowacji Sali Czerwonej w Ratuszu Głównego Miasta. Od 1951 był etatowym pracownikiem Przedsiębiorstwa Państwowego Pracownie Konserwacji Zabytków. Od 1957 był starszym konserwatorem. Portretował konserwatorów przy pracy, malował prace portowe, rybaków, architekturę Gdańska, statki i wybrzeże morskie. Jedną z jego ulubionych modelek była jego siostra Anna, żona Eugeniusza Paukszty, osiadła w Poznaniu, do którego kilkakrotnie był delegowany służbowo, jako konserwator. Pracował tam przy odtwarzaniu sal: Królewskiej, Sądowej i Wielkiej Ratusza (1954–1960), a także wnętrz innych zabytkowych budynków. Przyczynił się do odbudowy Pałacu Działyńskich. Malował też portrety znaczących obywateli miasta. Z rodziną Pauksztów związała go wieloletnia przyjaźń.
Od 1971 do 1975 był głównym konserwatorem w Pracowniach Konserwacji Zabytków. Praca konserwatora była w tym (powojennym) okresie niezwykle wyczerpująca; chemikalia, słabe oświetlenie, żmudne punktowanie sprawiły, że artysta zaczął mieć kłopoty ze zdrowiem. Po przejściu na emeryturę spędził kilka miesięcy w Paryżu odwiedzając przedwojennych przyjaciół, wracając na paryskie plenery. Zmarł 19 kwietnia 1978 w Gdańsku. Pochowany został na cmentarzu Srebrzysko w rodzinnym grobie wraz z rodzicami i żoną (rejon V, kwatera III).
W 2020 wydano album opisujący jego życie, zawierający reprodukcje 100 obrazów artysty (Teka Gdańska). Wydawnictwo miało charakter kolekcjonerski (300 egzemplarzy). Po śmierci urządzono wystawy indywidualne: w 2009 w Domu Uphagena w Gdańsku – Muzeum Gdańska; w 2011 w Centralnym Muzeum Morskim w Gdańsku; w 2018 roku w Muzeum Ziemi Puckiej dwie wystawy: w okresie luty – kwiecień pt. „Portret z morzem w tle”, kwiecień – wrzesień 2018 „Pejzaże nadmorskie Ignacego Klukowskiego”; maj – wrzesień 2018 – Narodowe Muzeum Morskie oddział w Helu pt. „Marynistyka Ignacego Klukowskiego”; listopad 2018 – luty 2019 wystawa pt. „Gdański marynista Ignacy Klukowski przedstawia: Marynistykę w pejzażu i portrecie” w Muzeum Fauny i Flory Morskiej i Śródlądowej w Jaworzu; maj 2019 wystawa „Artysta malarz Ignacy Klukowski (1908–1978) przedstawia : Marynistyka Gdańskiego Wybrzeża w pejzażu i portrecie” – galeria Rozewie – Towarzystwo Przyjaciół NMM w Gdańsku; luty 2021 wystawa prac Ignacego Klukowskiego: „W kręgu gdańskiej tradycji” Mediateka Sopot. Siedem obrazów Ignacego Klukowskiego wystawiono na wystawie Muzeum Narodowe w Gdańsku pt. „Pierwsza dekada (po burzy nad starym światem) – Malarstwo na Wybrzeżu w latach 1945–1955” – listopad 2017 – luty 2018.

## Rodzina
25 czerwca 1938 w Wilnie ożenił się z Jadwigą Wojciechowską. Miał z nią trójkę dzieci: Danutę, Halinę oraz Karola. Rodzeństwo: dr hab. medycyny Jan Klukowski (zmarł w KL Auschwitz-Birkenau) oraz Anna Klukowska, żona Eugeniusza Paukszty.